# (7449) Döllen
(7449) Döllen – planetoida z grupy pasa głównego asteroid okrążająca Słońce w ciągu 3 lat i 113 dni w średniej odległości 2,23 j.a. Została odkryta 21 sierpnia 1949 roku w Landessternwarte Heidelberg-Königstuhl w Heidelbergu przez Karla Reinmutha. Nazwa planetoidy pochodzi od Johanna Döllena (1820-1897), niemieckiego astronoma, współpracownika Wilhelma Struvego. Nazwa została zaproponowana przez Lutza Schmadela. Przed nadaniem nazwy planetoida nosiła oznaczenie tymczasowe (7449) 1949 QL.